# Sara-Stift

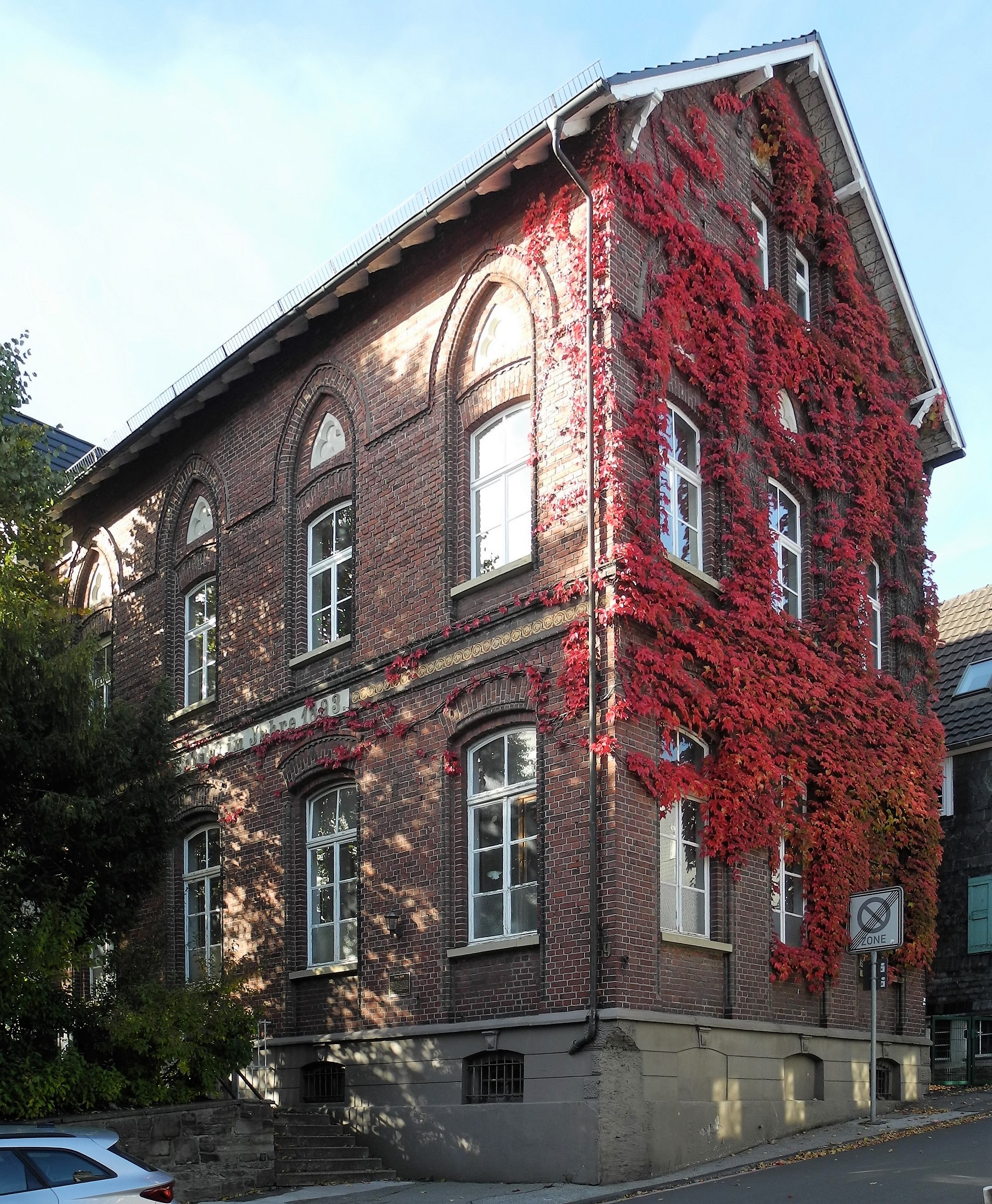

Das Sara-Stift, postalische Anschrift Bergstraße 9, ist ein denkmalgeschütztes Haus im Ennepetaler Ortsteil Voerde. Das Gebäude wurde 1893 errichtet, war bis 1896 Sitz der Voerder Rektoratsschule und beherbergt heute einen Kinder- und Jugendtreff und ein Internetcafé.

## Beschreibung
Das Gebäude ist ein zweigeschossiges Backsteinhaus in biedermeierlichen Stil. Nebengiebel und Dachfirste sind mehrfach versetzt, der weiß verputzte Hauptgiebel besitzt Flurfenster auf beiden Seiten. Später angefügte Anbauten lehnen sich lediglich in der Dachform an das Hauptgebäude an.
Das Satteldach besitzt eine Schindeldeckung aus Bitumen, an den Giebelseiten weist das Haus Ortgangverschalungen und verzierte Pfetten auf. Auf der Traufseite besitzt das Gebäude ein breites Gurtgesims mit Baujahreintragungen und unterschiedliche Fensterkrönungen mit neugotischen Bögen im 1. Obergeschoss und schlichten Segmenten im Erdgeschoss, die durch auskragende und andersfarbige Klinker gestaltet wurden. Die Fenster sind zum Teil erhaltene Sprossenfenster, zum Teil aber neue Fenster ohne Sprossenteilung mit Oberlicht.